# Лорент, Эдуард Осипович
Эдуард Осипович Лорент (1911—1993) — советский конструктор и автогонщик, заслуженный мастер спорта СССР (1956).

## Биография
Родился 27 февраля 1911 года в Риге.
В Первую мировую войну, в 1915 году, семья Лорентов эвакуировалась из Риги в Харьков вместе с велосипедной фабрикой Лейтнера, где отец Эдуарда работал мастером.
Свой путь в спорте Лорент начинал на мотоциклах, установив в 1939 году всесоюзный рекорд скорости на дистанции 1 км ходом в классе 500 см³. Перед Великой Отечественной войной работал обкатчиком танков на Харьковском паровозостроительном заводе (завод № 75). Был участником Великой Отечественной войны, техник-лейтенант. На фронте — с 1943 года, командовал ремонтным мотовзводом 6-го омцп 1-й гвардейской Танковой армии, дошел до Берлина. Награждён орденами Красной Звезды (11.04.1945), Отечественной войны II степени (06.04.1985), медалями «За боевые заслуги» (29.09.1944), «За победу над Германией в Великой Отечественной войне 1941—1945 гг.» (09.05.1945), «За взятие Берлина» (09.06.1945), «За освобождение Варшавы» (09.06.1945). Демобилизовался в 1947 году.
В 1950-е годы работал в Харькове, выступал за спортивное общество «Трудовые резервы», боролся за всесоюзный рекорд скорости на автомобиле. Свой первый всесоюзный рекорд скорости Эдуард Лорент установил 16 июня 1953 года на Минском шоссе под Москвой, а последний — 16 апреля 1967 года на аэродроме в Чугуеве. В период с 1955 по 1967 годы на «Харьков Л2» Эдуард Лорент установил 27 всесоюзных рекордов скорости, 14 из которых превышали международные. В 1965 году построил первый в СССР драгстер — «Харьков Л3».
Был женат на мотоспортсменке Надежде Скобель, сын Валерий — тоже автогонщик.
Умер в 1993 году в Харькове.

## Награды
- Медаль «За трудовую доблесть» (16.09.1960) — за успешные выступления в XVII летних и VIII зимних Олимпийских играх 1960 года, а также за выдающиеся спортивные достижения[8]